# 고안무
고안무(高安茂, ? ~ ?)는 백제의 박사이다. 중국계 인물로 백제에 귀화하였다고 추정된다.
고대 중국 낙랑 고구려 출신 사람으로, 백제 무령왕 때 들어와 오경박사로 있었다. 한나라 사람이라고 전하기도 하지만, 당시에는 한나라가 없었다.
516년 일본에 가 있던 단양이와 교대하여 일본에 건너가 한학을 전하였다.